# The Nihilists (film 1905)
The Nihilist è un cortometraggio muto del 1905 diretto da Wallace McCutcheon.

## Trama
La felicità di un'aristocratica famiglia russa va in frantumi quando il padre viene arrestato per tradimento. Per vendicare l'esilio del padre in Siberia, i familiari utilizzano il terrorismo.

## Produzione
Il film fu prodotto dall'American Mutoscope & Biograph.
Venne girato a Grantwood, nel New Jersey.

## Distribuzione
Distribuito dall'American Mutoscope & Biograph, il film - un cortometraggio in una bobina - uscì nelle sale cinematografiche statunitensi il 28 marzo 1905. Copia della pellicola, un positivo 35 mm, viene conservata negli archivi della Library of Congress. Il cortometraggio è stato inserito in un'antologia dal titolo Biograph Productions, Volume 1 (1896-1905) distribuita in DVD nel 2007 dalla Grapevine.